# 趣味の體操教授
『趣味の體操教授』（しゅみのたいそうきょうじゅ、常用漢字体：趣味の体操教授）は、藤山快隆によって1925年（大正14年）に著された日本の体操教育に関する理論書である。明治図書出版より出版され、主に小学校教員を対象として、児童の「趣味」としての体操＝内発的な興味に基づいた身体活動を中心に据えた教育方法論を提案している。
本書は、従来の規律的・一方向的な体操教育に対して、児童の主体性・創造性・協同性を重視する教育観を提示しており、自由遊戯や目的活動（purposeful activity）の概念と結びついて、大正新教育の潮流の中で重要な位置を占めた。また、神経系統の構造図、筋肉の説明、模範写真などを豊富に取り入れ、当時としては科学的かつ視覚的な指導書として高く評価された。

## 背景と執筆意図
本書が刊行された1925年は、日本の教育界が大正新教育と呼ばれる自由主義的改革の最中にあり、自由遊戯や作業教育などの実践が先進校を中心に行われていた。藤山快隆は東京女子高等師範学校の助教授として、こうした改革の現場で体操教育の理念と実践を展開しており、本書はその実践に根ざした形でまとめられた。
藤山は体操を児童の「趣味的活動」、すなわち内発的な興味と満足に支えられた目的的活動として定義している。この立場は、当時の学校体育の主流であった集団訓練的体操からの脱却を意味し、後の生活単元学習やプロジェクト・メソッドとも思想的に連続している。

## 内容構成
『趣味の體操教授』は全10章から構成され、前半では教育思想や発育理論、後半では体操種目や授業展開、指導法を実践的に提示している。理論編では「導入→活動→反省→応用」という学習の流れを示し、体操を児童の内面の変容に結びつける教育活動として位置づけている。
科学的側面では、神経系統や筋肉の構造に関する図解を取り入れており、体操の動きが身体構造にどう連動するかを教員が理解することの重要性が強調されている。また、児童の模範写真や動作順序を掲載することで、授業の実際的な参考資料としても活用可能な構成となっている。

## 教育思想・指導観
本書において藤山は、体操を児童の人格形成の手段と位置づけており、児童の「興味」「反省」「創作性」「協同作業」を体操指導の中心に据えている。年齢別の興味調査に基づいて体操内容を組み立てるなど、発達段階への配慮が見られる。
また、体操を通じて社会性・責任感を育てることの重要性にも言及し、隊列や補助指導者の役割を明確にするなど、集団活動の中での教育的価値も重視している。

## 評価と影響
教育思想史および学校体育史の観点から、本書は自由主義的体育観に基づく先駆的教材として評価されている。西山貴文は、本書を昭和初期に制度化される集団遊戯教材の前段階における重要文献と位置づけている。また、後年の体育科における「人間形成論」的アプローチの原型ともみなされている。
実践的にも、写真・図版・指導案を包括的に備えた構成は当時としては先進的であり、教員養成や授業現場において広く参照された。

## 書誌情報
- 書名：『趣味の體操教授』
- 著者：藤山快隆
- 出版社：明治図書出版部
- 発行年：1925年（大正14年）
- ページ数：100頁
- 国立国会図書館デジタルコレクション：(https://dl.ndl.go.jp/info:ndljp/pid/939848)